# Secusio drucei
Secusio drucei là một loài bướm đêm thuộc phân họ Arctiinae, họ Erebidae.